# José Luíz Barbosa
José Luíz Barbosa ou Zequinha Barbosa (né le 27 mai 1961 à Três Lagoas) est un athlète brésilien, spécialiste du 800 mètres. Il a remporté le titre de Championnats du monde en salle en 1987, et obtenu deux médailles lors des Championnats du monde en plein air.

## Biographie
En 1987, José Luiz Barbosa remporte la médaille d'or du 800 mètres des Championnats du monde en salle de Rome, en établissant un nouveau record de la compétition en 1 min 43 s 49. Il obtient par ailleurs la médaille de bronze lors des Championnats du monde en extérieur d'Helsinki. L'année suivante, il se classe sixième de la finale des Jeux olympiques de Séoul. En 1991, Barbosa remporte le 800 mètres du meeting de Zurich, et obtient quelques semaines plus tard, la médaille d'argent des Championnats du monde de Tokyo. En finale, il est devancé dans la dernière ligne droite par le Kenyan Billy Konchellah. Cette même année, il établit son record personnel sur le double tour de piste en réalisant 1 min 43 s 08 lors du meeting de Rieti. En 1992, le Brésilien termine au pied du podium des Jeux olympiques de Barcelone.

## Palmarès

### Championnats du monde
- Championnats du monde 1987 à Helsinki
  -  Médaille de bronze du 800 mètres.
- Championnats du monde 1991 à Tokyo
  -  Médaille d'argent du 800 mètres.

### Championnats du monde en salle
- Championnats du monde 1987 à Rome
  -  Médaille d'or du 800 mètres.